# Äspinge kyrka
Äspinge kyrka är en kyrkobyggnad i Äspinge i Lunds stift. Den är församlingskyrka i Hörby församling.

## Kyrkobyggnaden
Kyrkan härstammar troligen från början av 1200-talet och är uppförd i romansk stil. Omkring 1500 slogs innertakets valv. Under andra hälften av 1500-talet försågs interiören med kalkmålningar, som dock överkalkades på 1630-talet. Målningarna togs fram igen vid en restaurering 1952. År 1844 tillkom kyrktornet och ersatte en tidigare klockstapel som revs. Kyrkan fick en ny ingång i väster genom tornet samtidigt som norra portalen revs.

## Inventarier
- Dopfunten av huggen sandsten är troligen samtida med kyrkan.
- Predikstolen är från början av 1600-talet.
- Altare och altartavla tillverkades 1746 av altarsnidaren Johan Ullberg.

### Orgel
- 1876 byggde Carl August Johansson, Hovmantorp en orgel med 7 stämmor.
- 1900 byggde Eskil Lundén, Göteborg en orgel med 7 stämmor.
- 1963 byggde Frede Aagaard en orgel med 13 stämmor.
- Den nuvarande orgeln byggde 1979 av J Künkels Orgelverkstad AB, Lund och är en mekanisk orgel. Fasaden är från 1963 års orgel.

| Ryggpositiv I | Svällverk II      | Pedal         | Koppel |
| Rörflöjt 8'   | Gedackt 8'        | Subbas 16´    | I/P    |
| Principal 4´  | Blockflötj 4'     | Kvintadena 4' | II/P   |
| Gemshorn 2'   | Principal 2'      |               | II/I   |
| Scharf III    | Sesquialtera II   |               |        |
|               | Tremulant         |               |        |
|               | Crescendosvällare |               |        |